# Zwölf Monate Bewährungsfrist
Zwölf Monate Bewährungsfrist (Originaltitel Invisible Stripes) ist ein US-amerikanischer Spielfilm aus dem Jahre 1939 mit George Raft und Jane Bryan in den Hauptrollen. In tragenden Rollen sind William Holden, Humphrey Bogart und Flora Robson besetzt. Regie führte Lloyd Bacon. Das Drehbuch von Warren Duff, nach einem Konzept von Jonathan Finn, beruht auf dem Buch Invisible Stripes von Lewis E. Lawes, erschienen 1938 in New York bei Farrar & Rinehart.
Warner Home Video fasste den Filminhalt wie folgt zusammen: „Als Chuck Martin aus dem Knast entlassen wird, liegt ein gerader Weg vor ihm – geradewegs zurück in sein verbrecherisches Leben. Er weiß nämlich genau: Im Bau wie draußen wird er nie die unsichtbaren Streifen der Häftlingskleidung ablegen können. In diesem brisanten sozialkritischen Krimi ist Humphrey Bogart in der Rolle des Martin noch dabei, sich mit spöttischem Grinsen seinen Weg in den Starhimmel Hollywoods frei zu boxen. An erster Stelle der Besetzung wird George Raft genannt – er spielt Martins Ex-Sing-Sing-Knastbruder Cliff Taylor, der seiner kriminellen Vergangenheit abschwört, um seinem kleinen Bruder ein Vorbild zu sein. Doch auf Taylor warten nur Verdächtigungen, öffentliche Verachtung und Arbeitslosigkeit. Also bittet er seinen Zellen-Kumpel um Hilfe. Ob Martin etwas dagegen hat, einen alten Knasti bei seinen Brüchen mitmachen zu lassen? Durchaus nicht. Damals wie heute zahlt Verbrechen sich nicht aus. Aber abgerechnet wird trotzdem.“

## Handlung
Cliff Taylor und Chuck Martin sind auf Bewährung aus der Strafvollzugsanstalt Sing Sing im Bundesstaat New York entlassen worden. Während Cliff, ein ehrliches und geregeltes Dasein anstrebt, erklärt ihm Chuck, dass man als Ex-Sträfling immer die unsichtbaren Streifen der Sträflingskluft mit sich trage, ob man das wolle oder nicht. Cliff sucht nach seiner Ankunft in New York sofort die Wohnung seiner Mutter auf, wo auch sein Bruder Tim lebt. Mutter und Bruder begrüßen Cliff herzlich und freuen sich offensichtlich, ihn wieder bei sich zu haben. Cliffs Freundin Sue hingegen verhält sich ihm gegenüber ziemlich kühl. Tim, der seit zwei Jahren mit Peggy verlobt ist, arbeitet als Automechaniker. Die Entlohnung ist so gering, dass er kein Geld für ein eigenes Leben zurücklegen kann. Nicht ohne Neid blickt er auf die, die all das haben, was er sich nicht leisten kann. Zu denen gehört auch Chuck, der sich dem Gangster Ed Kruger angeschlossen hat, mit der hübschen Molly liiert ist und in jeder Beziehung erfolgreich.
Cliff hingegen tut sich schwer, wieder Anschluss ans bürgerliche Leben zu finden, er empfindet sein Leben als Ex-Sträfling hart und ungerecht. Nicht nur dass ihn seine Freundin verlässt, er findet auch nirgendwo eine Arbeit, sobald zur Sprache kommt, dass er im Gefängnis war. Falls er doch einmal einen Job bekommen hat, ist das nie für lange, da, sobald etwas Nachteiliges geschieht, man ihm den Schwarzen Peter zuschiebt. Nicht nur dass die Arbeitgeber nervös werden, zusätzlich erscheint auch noch die Polizei, sobald in seiner Nähe ein Verbrechen geschehen ist. Cliffs jüngerer Bruder Tim ist entmutigt, als er sieht, dass sein Bruder kein Bein mehr auf die Erde bekommt, obwohl er seine Strafe verbüßt hat. Obwohl Cliff, gerade wegen Tim, nicht wieder in die Kriminalität abrutschen wollte, bringen ihn die permanenten Schwierigkeiten, die man ihm in der bürgerlichen Welt bereitet, dazu, sich Chuck anzuschließen, der gleich nach seiner Entlassung wieder erfolgreiches Bandenmitglied geworden ist. Für seinen Bruder und den Rest der Familie ist das eine schwierige Situation. Nachdem Cliff Tim eine Garage mit Werkstatt gekauft und seine Liebste doch noch geheiratet hat, scheint es so, als habe er auf den rechten Weg zurückgefunden. Dann begeht er jedoch einen verhängnisvollen Fehler und hilft Chuck erneut, als die Polizei diesem auf der Spur ist. Cliff will ihm die Flucht ermöglichen. Chucks Bande, in dem Glauben, Cliff sei ein Verräter erschießen Cliff. Chuck wiederum wird während seiner Flucht vor der Polizei von dieser erschossen.

## Produktion

### Produktionsnotizen
Die Dreharbeiten zum Film begannen im September 1939. Gedreht wurde in der Sing Sing Penitentiary – 354 Hunter Street, Ossining, New York und im Warner Brothers Burbank Studio. Produziert wurde der Film von First National Pictures und Warner Bros. Das Budget für den Film lag bei 500.000 US-Dollar, entsprechend gut 11 Mio. US$ nach heutiger Rechnung.
Ursprünglich sollten James Cagney und John Garfield die Hauptrollen in diesem Film übernehmen. Obwohl Flora Robson sechs Jahre jünger war als George Raft, war sie als dessen Mutter besetzt.

### Veröffentlichung
Die Uraufführung des Films erfolgte am 30. Dezember 1939 in den Vereinigten Staaten. Im darauffolgenden Jahr kam der Film in Australien, Mexiko, Südamerika (Johannesburg und Kapstadt) sowie in Schweden in die Kinos. In Finnland wurde er 1941 veröffentlicht, in Frankreich in einer limitierten Version im März 1942, in Portugal 1945, in Italien 1949 und in Japan im Juni 1955. In den Vereinigten Staaten hatte der Film 1957 zudem Fernsehpremiere in Indianapolis und in Indiana. In Spanien hatte der Film im Januar 1972 Fernsehpremiere. Veröffentlicht wurde er zudem in Brasilien, Kanada, Griechenland, Polen, Rumänien, in der Sowjetunion, im Vereinigten Königreich und in Venezuela. Der Titel des Films in der Bundesrepublik Deutschland lautete 12 Monate Bewährungsfrist, alternativ Zwölf Monate Bewährungsfrist.
Die deutsche Erstaufführung fand am 20. Juni 1965 im Ersten Programm des Deutschen Fernsehens statt.
Die DVD zum Film erschien am 21. November 2008 bei Warner Home Video. Auf dieser befindet sich eine englische, deutsche und italienische Fassung. Außerdem sind viele Specials enthalten. Dies ist der einzige Film, den Raft unter der Regie von Lloyd Bacon gedreht hat.

## Kritik
In der VideoWoche konnte man lesen: Solider Gangsterfilm, den Lloyd Bacon (‚Die 42. Straße‘) mit dem heute weitgehend vergessenen George Raft in der Hauptrolle inszenierte. Während Rafts reuiger Ex-Knacki von der Umwelt zurück ins Verbrechen getrieben wird, spielt Humphrey Bogart wie so häufig zu dieser Zeit den harten Jungen, für den ein anständiges Leben erst gar nicht in Frage kommt. In seiner zweiten Filmrolle verkörpert der junge William Holden (‚Sunset Boulevard‘) den kleinen Bruder Rafts, den dieser beschützen will.
Jessica P. beschäftigt sich bei Comet Over Hollywood mit dem Film und meinte, es sei ein interessanten Kriminalfilm, in dem es nicht nur darum gehe, dass hier ein Gangster Verbrechen begehe oder dass ein ehrenhafter Bürger in ein Leben als Krimineller hineingezogen werde. Es gehe um einen Ex-Sträfling, der sich anstrenge, auf den rechten Weg zu kommen und ein ehrliches, aufrichtiges Leben zu führen, in dem er die Chance habe, sein Geld auf ehrliche Weise zu verdienen, was ihm die Gesellschaft verwehre. Die Botschaft der Gesellschaft laute, sei verdammt, wenn du rückfällig wirst, eine Chance es nicht zu werden, hast du aber nicht. Der Film biete einen einfühlsamen Einblick in die Umstände, denen Menschen nach ihrer Haftentlassung ausgesetzt seien. George Raft spiele diese Figur gut und die Handlung führe ihn wenig überraschend zurück in ein Leben als Krimineller. William Holdens Karriere habe sich 1939 weit oben befunden, er sei der herausragende Star dieses Jahres gewesen. Humphrey Bobart hingegen habe in diesem Film eine eher kleine Rolle und nicht so viel Leinwandzeit wie Raft oder der Neuling Holden. Zu diesem Zeitpunkt seiner Karriere sei Bogart noch nicht der Star gewesen, der er später gewesen sei, aber 1939 stieg er weitere Stufen zu dem Star auf, der er später gewesen sei. Invisible Stripes sei nicht der denkwürdigste Film des Jahres 1939 oder der denkwürdigste Gangsterfilm von Warner Bros., aber es sei interessant, Holden zu Beginn seiner Karriere und Raft und Bogart zusammen zu sehen.
Matthias Merkelbach gab dem Film auf der Seite der Film Noir drei Sterne und meinte, Warren Duffs Drehbuch beinhalte „viele wunderbare Dialoge, die es seinen Charakteren in den Mund lege“. Der Film sei „im Ganzenn rasant“, überzeuge „zu Teilen auch mit seinen gesellschaftskritischen Implikationen“ und könne „vor allem ein unerwartet pointiertes Finale für sich verbuchen“. Drei Sterne gebe es nur, weil „der Film von der eigenen Tradition überschattet“ werde. Damit sei vor allem George Raft in der Hauptrolle gemeint. Seine Leistung als Schauspieler sei „hölzerne Routine“ und werde „von jedem Einzelnen des Ensembles übertroffen“. Vor allem Humphrey Bogart spiele George Raft in jeder seiner Szenen „an die Wand“.
Philippe Paul von DVDClassik verwies auf das Inkrafttreten des Produktionskodexes und darauf, dass Invisible Stripes als typischer Vertreter des Genres und eine seiner letzten Inkarnationen gelte, bevor der Gangsterfilm im folgenden Jahrzehnt mit dem klassischen Film Noir verschmolzen sei. Es mangele dem Film von Lloyd Bacon nicht an Qualität. Der Regisseur biete uns eine spannende letzte halbe Stunde, eine Abfolge von für die Zeit nach dem Hays Code erstaunlichen Action-Szenen und Bacon nutze die Studiokulisse optimal aus, um seinem Film Energie zu verleihen. Eine besondere Stärke des Films sei auch die erstklassige Besetzung, die angeführt werde von einem beeindruckenden Trio: George Raft, damals auf dem Höhepunkt seines Ruhms und einer der beliebtesten Schauspieler seiner Zeit; William Holden in einer seiner allerersten Rollen und Humphrey Bogart, der es gewohnt sei, Nebenrollen als Gangster zu spielen und dessen Karriere bald explodieren sollte.
Derek Winnert sprach von einem düsteren Drehbuch, was zu einem deprimierenden Film führe. Die Geschichte werde jedoch von Regisseur Bacon effizient erzählt und die schauspielerischen Leistungen seien, wie bei einer klassischen Warner Bros-Besetzung gewohnt, makellos.